# Orthocentrus mediocris
Orthocentrus mediocris är en stekelart som beskrevs av André Seyrig 1934. Orthocentrus mediocris ingår i släktet Orthocentrus och familjen brokparasitsteklar. Inga underarter finns listade i Catalogue of Life.